# Carlist Rieekan
El General Carlist Rieekan es un personaje del Universo de Star Wars.
El General Rieekan, nacido en el planeta Alderaan era un veterano de guerra, uno de los mejores líderes de la Alianza Rebelde. Este era el comandante a cargo de la Echo Base en el planeta Hoth un par de años después de la destrucción de la primera Estrella de la muerte. Tras el ataque del Imperio Galáctico en el planeta, Rieekan coordinó la evacuación de la base rebelde y tomó un transporte para dirigirse al nuevo punto de reagrupación de la Alianza Rebelde.
- Datos: Q8263615